# Bahiña
Bahiña (llamada oficialmente Santa Mariña de Baíña) es una parroquia del municipio español de Bayona, en la provincia de Pontevedra, Galicia.

## Toponimia
La parroquia también es conocida por los nombres de Santa Marina de Bahiña, Santa Marina P de Bahina y Santa Marina P. de Bahiña.

## Organización territorial
La parroquia está formada por nueve entidades de población:
- O Burgo
- Crucero  (Cruceiro)(O Cruceiro)
- Eidos (Os Eidos)
- Fuentes (Fontes)(As Fontes)
- Iglesia (Igrexa)(A Igrexa)
- Lajes (Laxes)(As Laxes)[8] formado por la unión de las entidades de población de:
  - A. Fontán
  - Lajes (Laxes)(As Laxes)
- Río (O Río)
- San Cosme

## Demografía
| Gráfica de evolución demográfica de Bahiña entre 2000 y 2023 |
|                                                              |
| Datos según el nomenclátor publicado por el INE.             |

## Patrimonio

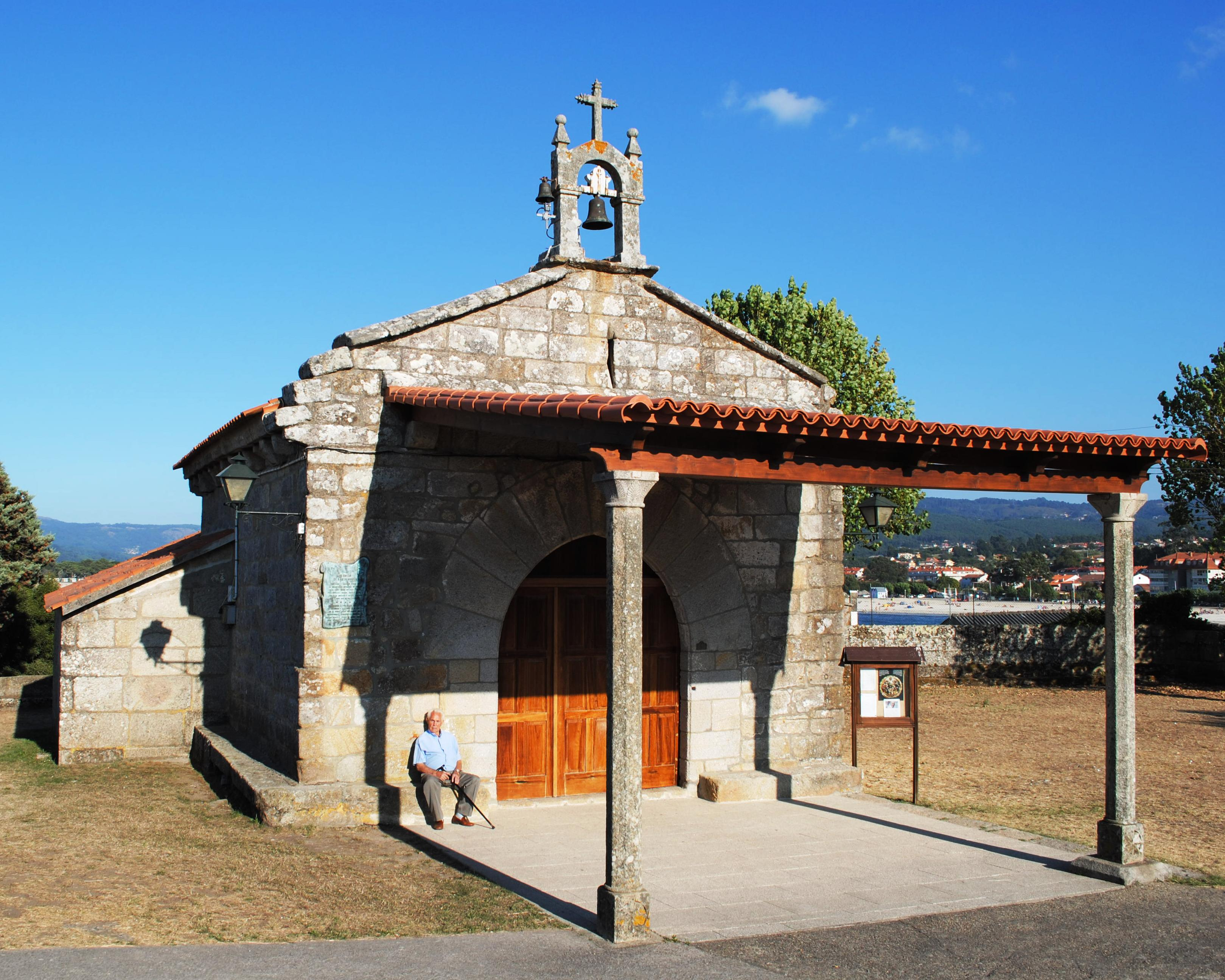
Capilla de Santa Marta.

Existen petroglifos en puntos muy diversos, algunos se observan la simple vista, como los del Outeiro dos Lameiros y los de la ermita de Santa Marta. Muchos otros se encuentran semienterrados y no divulgados para protegerlos de los daños humanos. También se conservan los restos de una calzada romana y restos de un poblado castreño en la península de Santa Marta.
El nombre de la parroquia aparece documentado en la Edad Media como Vayna. Perteneció al monasterio de Oya hasta 1482, y de aquella la agregó a Bayona el obispo de Tuy Diego de Muros.
Dispone de bosques autóctonos al lado del río, de rutas rurales señalizadas y de varios molinos restaurados. A unos minutos del merendero de A Chan da Lagoa, existen restos de muros, de puentes y de viviendas del poblado medieval de San Cosme, referente histórico para Bahiña y del que hay leyendas vivas como la de la Fonte Santa. En la península de Santa Marta existe una ermita que quemó y profanó el pirata Francis Drake, quien se hospedó en esta parroquia antes de intentar conquistar Bayona. Posteriormente, el vecindario reconstruyó esta ermita.